# الهیات پویشی
الهیات پویشی (به انگلیسی: Process theology) نوعی الهیات است که از فلسفه پویشی آلفرد نورث وایتهد به وسیله چارلز هارتسهورن و جان بی. کاب توسعه پیدا کرد.
از نظر هر دوی وایتهد و هارتسهورن خصوصیت ذاتی خدا تأثیرگذاری و تأثیرپذیری از فرایندهای زمانی است. این نگاه مخالف دیدگاه‌های الهیاتی است که خدا را از همه لحاظ غیر زمانی، غیرمتغیر و غیرمتأثر از جهان می‌دانند. الهیات پویشی انکار نمی‌کند که خدا از بعضی جهات ازلی، ثابت، غیرمتأثر است اما با قول به این که خدا از بعضی جهات نیز زمانی، متغیر و متأثر است از دیدگاه کلاسیک متمایز می‌شود.

## تاریخچه
ابعاد مختلف الهیاتی و فلسفی این نظریه به وسیله چارلز هارتسهورن، جان بی کاب، و دیوید ری گریفین توسعه یافته است. یک خصوصیت الهیات پویشی هر کدام از این متفکرین نفی متافیزیکی است که «هستی» بر «صیرورت» برتری می‌دهد به خصوص متافیزیک ارسطو و توماس آکویناس.